# Hemulsansvar
Hemulsansvar, en säljares allmänna skyldighet att se till vid avtal så att köparen verkligen blir laglig innehavare av det som sålts eller överlåtits, det vill säga en såld vara får inte tillhöra någon annan än säljaren själv. Säljarens obehöriga förfogande är tredje man till last.
Kan ej hemul försvaras, blir säljaren skyldig att återbetala köpeskillingen, och om köparen var i god tro, även betala skadestånd för dennes eventuella ekonomiska förlust. Denna allmänna regel gäller vid försäljning av såväl fast som lös egendom.
Säljaren kan i avtalet friskriva sig från hemulsansvaret, men i praktiken torde detta sällan ske.